# 八幡山古墳 (名古屋市)
八幡山古墳（はちまんやまこふん）は、愛知県名古屋市昭和区山脇町1丁目にある古墳。5世紀中頃に作られた東海地方最大級の円墳である。

## 概要
御器所八幡宮の祠（奥宮）が頭頂部にあったために、「八幡山」と呼ばれる。かつては様々な神事が行われていたという。
1919年（大正8年）鶴舞公園に編入され、1931年（昭和6年）5月11日に、国指定の史跡に指定された。第二次世界大戦中、陸軍による接収後に高射砲陣地を造るために周囲の樹木は切られ頭頂部が削られた。埋葬部検出の詳細不明。戦後、名古屋市により整形・植林され、現在に至る。古墳は柵に囲まれており、墳丘・周濠には一般の立ち入りが禁止されている。
出土品は正式に発掘されていないため詳細は不明。伝聞による。形象埴輪、朝顔形円筒埴輪が出土したが戦災で失われたという。

## ギャラリー
- 八幡山古墳の周りには桜が植えられている
- 鶴舞公園野球場との比較。国土交通省 国土地理院 地図・空中写真閲覧サービスの空中写真を基に作成